# Liste der Kulturdenkmale in Kiel-Gaarden-Süd und Kronsburg
In der Liste der Kulturdenkmale in Kiel-Gaarden-Süd und Kronsburg sind alle Kulturdenkmale des Stadtteils Gaarden-Süd und Kronsburg der schleswig-holsteinischen Landeshauptstadt Kiel aufgelistet (Stand: 10. März 2025).
Die Bodendenkmale sind in der Liste der Bodendenkmale in Kiel aufgeführt.

## Legende
In den Spalten befinden sich folgende Informationen:
- Objekt-ID: die Nummer des Kulturdenkmales
- Lage: die Adresse des Kulturdenkmales und die geographischen Koordinaten. Kartenansicht, um Koordinaten zu setzen. In der Kartenansicht sind Kulturdenkmale ohne Koordinaten mit einem roten Marker dargestellt und können in der Karte gesetzt werden. Kulturdenkmale ohne Bild sind mit einem blauen Marker gekennzeichnet, Kulturdenkmale mit Bild mit einem grünen Marker.
- Offizielle Bezeichnung: Bezeichnung des Kulturdenkmales
- Beschreibung: die Beschreibung des Kulturdenkmales
- Bild: ein Bild des Kulturdenkmales

## Bauliche Anlagen und Gründenkmale
| Objekt-ID     | Lage                                              | Offizielle Bezeichnung                   | Beschreibung | Bild                             |
| ------------- | ------------------------------------------------- | ---------------------------------------- | --- | -------------------------------- |
| 3180          | Diesterwegstraße 20 (54° 18′ 6″ N, 10° 6′ 45″ O)  | Fachhochschule für Sozialwesen           | Alteintragung (Aktualisierung vorgesehen) In dem Gebäude befindet sich heute die Christliche Schule Kiel, eine vom Land Schleswig-Holstein genehmigte Schule in freier Trägerschaft. - Begründung: Alteintragung (Aktualisierung vorgesehen) - Schutzumfang: Alteintragung (Aktualisierung vorgesehen) - Denkmaltyp: Bauliche Anlage | weitere Fotos \| Fotos hochladen |
| 3194          | Fröbelstraße 15 - 17 (54° 18′ 7″ N, 10° 6′ 42″ O) | ehem. Pädagogische Hochschule            | Alteintragung (Aktualisierung vorgesehen); In dem Gebäude befindet sich heute das Statistische Amt für Hamburg und Schleswig-Holstein. - Begründung: geschichtlich, künstlerisch - Schutzumfang: ehem. Pädagogische Hochschule - Denkmaltyp: Bauliche Anlage | Fotos hochladen                  |
| 2051 Wikidata | Kuhlacker 30 (54° 17′ 7″ N, 10° 8′ 35″ O)         | Grundschule Kronsburg                    | Alteintragung (Aktualisierung vorgesehen) - Begründung: geschichtlich, künstlerisch, städtebaulich - Schutzumfang: gesamtes Objekt - Denkmaltyp: Bauliche Anlage | weitere Fotos \| Fotos hochladen |
| 8936          | Petersburger Weg 2 (54° 17′ 48″ N, 10° 6′ 19″ O)  | Doppelhaus-Hälfte                        | Alteintragung (Aktualisierung vorgesehen) - Begründung: Alteintragung (Aktualisierung vorgesehen) - Schutzumfang: Alteintragung (Aktualisierung vorgesehen) - Denkmaltyp: Bauliche Anlage | Fotos hochladen                  |
| 10518         | Petersburger Weg 4 (54° 17′ 48″ N, 10° 6′ 19″ O)  | Doppelhaus-Hälfte                        | Alteintragung (Aktualisierung vorgesehen) - Begründung: Alteintragung (Aktualisierung vorgesehen) - Schutzumfang: Alteintragung (Aktualisierung vorgesehen) - Denkmaltyp: Bauliche Anlage | Fotos hochladen                  |
| 8946          | Petersburger Weg 5 (54° 17′ 49″ N, 10° 6′ 19″ O)  | Doppelhaus-Hälfte                        | Alteintragung (Aktualisierung vorgesehen) - Begründung: Alteintragung (Aktualisierung vorgesehen) - Schutzumfang: Alteintragung (Aktualisierung vorgesehen) - Denkmaltyp: Bauliche Anlage | Fotos hochladen                  |
| 10517         | Petersburger Weg 7 (54° 17′ 49″ N, 10° 6′ 20″ O)  | Doppelhaus-Hälfte                        | Alteintragung (Aktualisierung vorgesehen) - Begründung: Alteintragung (Aktualisierung vorgesehen) - Schutzumfang: Alteintragung (Aktualisierung vorgesehen) - Denkmaltyp: Bauliche Anlage | Fotos hochladen                  |
| 4020          | Preetzer Straße 130 (54° 18′ 11″ N, 10° 9′ 28″ O) | Langseehof                               | Langseehof; 1923/24, für Schlachtermeister Johannes Weber; eingeschossige Dreiflügelanlage in Putzbauweise unter ausgebautem Schopfwalmdach, Mittelrisalit mit Eingangsportal, Dachreiter mit Glocke - Begründung: geschichtlich, Kulturlandschaft prägend - Schutzumfang: gesamtes Objekt - Denkmaltyp: Bauliche Anlage | BW                               |
| 12068         | Tonberg 15 (54° 18′ 9″ N, 10° 7′ 48″ O)           | Hauptgüterbahnhof mit Verwaltungsgebäude | Alteintragung (Aktualisierung vorgesehen) Durch die 16. Änderung des Flächennutzungsplanes der Landeshauptstadt Kiel wurde 2005 eine Umnutzung der Verkehrsfläche des ehemaligen Kieler Hauptgüterbahnhofs beschlossen. Nach der Entfernung der Gleisanlagen entstand dort ein Gewerbegebiet. - Begründung: Alteintragung (Aktualisierung vorgesehen) - Schutzumfang: Alteintragung (Aktualisierung vorgesehen) - Denkmaltyp: Bauliche Anlage | Fotos hochladen                  |
| 12146         | Zum Brook 13 (54° 18′ 21″ N, 10° 8′ 11″ O)        | Einfamilienhaus                          | Einfamilienhaus; 1904, Carl Amelow; zweigeschossiger giebelständiger Putzbau unter ausgebautem Satteldach, Fassade in Werkstein, Klinker- und Fachwerkoptik, zweigeschossiger Standerker - Begründung: geschichtlich, städtebaulich - Schutzumfang: gesamtes Objekt - Denkmaltyp: Bauliche Anlage | BW                               |

## Quelle
- Liste der Kulturdenkmale in Schleswig-Holstein – Landeshauptstadt Kiel (PDF)

- Karte mit allen Koordinaten:
- OSM |
- WikiMap